# John Lehmann
John Lehmann (Bourne End, Buckinghamshire, 1907 — ?, 1987) va ser un poeta i memoralista anglès. Es destacà especialment com a editor i promotor de diverses col·leccions de poesia. Va treballar amb Leonard i Virginia Woolf a l'editorial Hogarth Press.

## Obres
- A Garden Revisited (1931)
- Thrown to the Woolfs (1978)